# Palacio Olabarri
El palacio Olabarri es un palacio construido en la zona del Campo Volantín de la villa de Bilbao a finales del siglo XIX. Fue proyectado por el arquitecto Julián de Zubizarreta en 1894 como residencia de José María de Olabarri, importante hombre de negocios de la época. El palacio tiene influencias francesas e inglesas y desde 1953 fue ocupado por la sede de la Autoridad Portuaria de Bilbao.

## Hotel
El 12 de julio de 2017 se informó que la sede de la Autoridad Portuaria en Bilbao podría albergar en un futuro un hotel. El Ayuntamiento inició los trámites para otorgar a la sede del Puerto la calificación de equipamiento privado y así poder vender el edificio íntegramente. La operación, sin embargo, estaría unida al deseo expreso de mantener la sede de esta institución en la capital. Casi un año después se anunció el visto bueno del pleno del Ayuntamiento de Bilbao para modificar su calificación urbanística actual de equipamiento público a privado.
El 11 de diciembre de 2018 se supo que el Puerto cedería el uso de su antigua sede para un hotel, pero no la vendería. El 26 de enero de 2019 se informó de que el Gobierno vasco frenaba el plan para abrir un hotel de lujo en la sede del Puerto de Bilbao.
El 9 de agosto de 2020 se daba a conocer que el Puerto esperaría a la aprobación definitiva del Plan General de Ordenación Urbana para vender su antigua sede en Bilbao. El documento cambiaría su uso de público a privado.
A principios de junio de 2022 se anunció su subasta.
A finales de 2023 se anunció que la antigua sede del puerto en el Palacio Olabarri se convertiría en un hotel de lujo. La Autoridad Portuaria de Bilbao vendió el edificio por 10,47 millones a la cadena navarra Luze.